# Судова система Норвегії

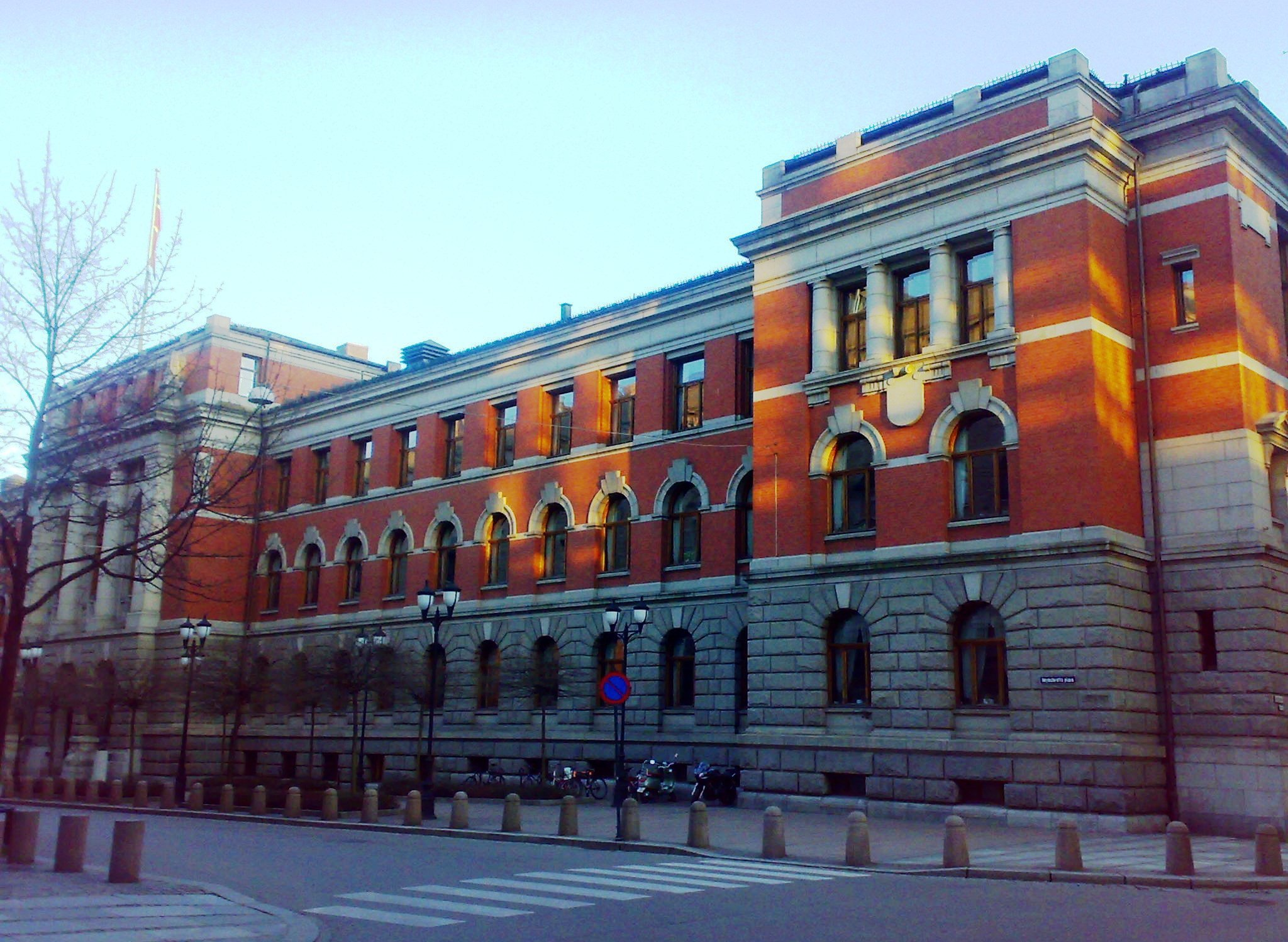
Будівля Верховного суду Норвегії в Осло

Судова влада в Норвегії — судова система країни на чолі з верховним судом Норвегії, як і у багатьох демократичних країнах, є незалежною. До її основних функцій відносять: контроль над виконанням законів, нагляд за діями законодавчої і виконавчої влади із ціллю присікти антиконституційні дії. Норвегія відноситься до країн із скандинавською правовою системою, яка є однією з найсправедливіших у світі.

## Історія
Сучасна судова система Норвегії своїм корінням сягає так званого «данського періоду».
Після здобуття незалежності, в Норвегії був створений національний  Верховний суд в 1815 році і пов'язано це з прийняттям Ейдсволльської конституції, коли Данія по Кільському мирному договору відмовилася від унії з Норвегією і поступилася їй Швеції. До цього часу найвищим судом для Норвегії завжди був Верховний суд Данії. За шведсько-норвезької унією Швеція зобов'язалася визнати норвезьку конституцію і надала можливість створювати свої національні органи влади. Тобто, як виконавча, так і законодавча, і судова гілки влади тапер стали національно-норвезькими.
У 19 ст. суд складався з одного головного судді і шести суддів, які призначалися спеціальним декретом короля. Згодом кількість суддів було збільшено. Система призначення збереглася і досі.
Під час Другої світової війни в період німецької окупації Норвегії Верховний суд відмовився працювати при новому режимі і судді в повному складі покинули свої посади. Після війни Верховний суд відновив свою роботу в колишньому складі.
У відповідності до Закону про трудові конфлікти 1927 року був створений Суд по трудовим справам, який виступає в якості апеляційної інстанції, і розбирає скарги на рішення по трудовим суперечкам, винесеними окружними і міськими судами. Його рішення, в свою чергу, можуть бути оскаржені в Верховному суді.
Поряд з професійними суддями в його склад назначаються представники об'єднаних підприємців і профсоюзів.
В 1952 році в Осло був створений спеціальний Суд по трудовим конфліктам, покликаний попереджати страйки і бойкоти (вони можуть відбутися тільки після закінчення слухання справи в цьому суді). Цей суд формується на тих ж основах, що й суд по трудовим справам.
У 1962 г. в Норвегії була введена в дію посада омбудсмена, якого вибирає парламент на чотири роки і його обов'язками є розслідувати по скаргам громадян чи по власній ініціативі всі випадки «несправедливості» по відношенню до громадян з боку центральних і місцевих органів влади або окремих державних службовців. Омбудсмен немає права відміняти рішення адміністративних органів, проте на практиці його негативні постанови приводять до їх відміни.

## Судова система

#### Загальна інформація
В судову систему Норвегії входять апеляційні суди (суди другої інстанції), окружні суди, міські і сільські суди, суди по громадянським справам (суди першої інстанції по більшості громадянських справ), арбітражні суди. Територія країни поділена на 6 районів юрисдикції і 15 судових округів.
У Норвегії існують регіональні (у 5 адміністративних центрах регіонів) та окружні суди (в адміністративних центрах фюльке); звичайні та спеціальні суди; третейські суди (норв. forliksråd) для більшості цивільних суперечок, що існують при кожному муніципалітеті і складаються зі звичайних громадян. Поруч із професійними суддями в апеляційних і окружних судах на суддівській лаві можуть засідати  спеціально обрані представники з місцевих громад. Призначення на суддівські посади у більшості випадків здійснюється королем за поданням міністра юстиції. Судді обіймають власні посади до 70-річного віку.
У Норвегії діє близько 50 місцевих судів на 4,2 млн мешканців держави.
У структурі судової системи Норвегії, крім 50 місцевих судів першої інстанції, діє 6 апеляційних судів та Верховний суд Норвегії, який одночасно виконує функції Конституційного суду.
У Норвегії існують три рівні судів, які вирішують цивільні, кримінальні та адміністративні справи.
Також існують загальні суди, компетенція яких поширюється на всі правові відносини в державі.
Спеціальних судів не існує. Кожен суд очолює голова суду, який виконує організаційно-управлінські функції.

#### Суди першої інстанції
Перша інстанція по кримінальних справах розглядаються суддею та 2 присяжними. Цивільні справи розглядаються одним суддею або в окремих випадках суддею та 2 експертами у відповідній сфері (економіки, фінансів, будівництва, сільського господарства тощо).

#### Апеляційний суд
Апеляційний суд вирішує кримінальні справи у складі 3 суддів та 4 присяжних. Особливо складні справи, коли санкція статті передбачає покарання у вигляді позбавлення волі більше, ніж на 6 років  складається з колегії із 3 суддів та 10 присяжних.
Якщо виникає правовий конфлікт з органами влади та управління, наприклад, якщо особа звернулася за дозволом на будівництво будинку, а їй відмовлено, спочатку скарга направляється до органу управління вищого рівня. У випадках відмови у задоволенні вимог особи, це рішення може бути оскаржено до суду першої інстанції. Суд вирішує, наскільки правомірними були рішення, дії чи бездіяльність владних чи управлінських органів. Можливість оскарження в суді будь-якого адміністративного рішення є загальною вимогою законодавства.

#### Адміністративні суди
Суди адміністративної ланки в Норвегії не існують, але судова практика виробила неписане правило, згідно якого загальні суди можуть приймати на розгляд скарги на основі рішень будь-яких адміністративних органів, в тому числі уряду і короля. Лише деякі судові функції виконує Суд державного страхування, який приймає скарги на рішення відповідних держорганів.

##### Верховний суд
Судом вищої інстанції в Норвегії є Верховний суд, який складається з 18 суддів. До його компетенції відносяться розгляд апеляцій на рішення нижчих інстанції як по кримінальним, так і по цивільним справам. Крім того, Верховний суд виносить рішення про відповідність конституції країни щодо законопроєктів, які приймає Стортинг. У випадку, якщо закон, на думку членів Верховного суду, не відповідає Основному закону Норвегії, він може бути скасованим. Верховний суд Норвегії заслуховує справи у третій інстанції у складі колегії з 5 суддів. Підготовчу роботу здійснюють 3 судді. Верховних суд може виступати також як орган конституційної юрисдикції. У такому випадку збирається пленарне засідання з усіх 18 суддів Верховного суду, на якому приймається рішення про відповідність законопроєктів, нормативно-правових актів до Конституції, а також про необхідність зміни практики застосування законодавства загальними судами.
До Верховного суду в порядку апеляції можуть оскаржуватися як кримінальні, так і цивільні, а також адміністративні справи. Всі вони повинні попередньо розглянутись апеляційними судами, їх налічується шість і всі вони підкоряються Верховному Суду:
- Апеляційний суд Агдера;
- Апеляційний суд Боргартінга;
- Апеляційний суд Гулатінга;
- Апеляційний суд Фростатінга;
- Апеляційний суд Холугаланда;
- Апеляційний суд Ейдсіватінга.

#### Суд імпічменту
Конституція передбачає існування в Норвегії спеціалізованого судового органу — Державного суду? (Суд імпічменту), який займається виключно справами, «ініційованими Одельстінгом проти членів Державної ради, Верховного суду чи Стортингу, за здійснення злочинів під час виконання своїх службових обов'язків» (ст. 86 конституції Норвегії).
У відповідність до  конституційної поправки 2007 року членами Державного суду можуть бути 5 найбільш високопоставлених судів із складу Верховного суду і 6 членів, призначений Стортингом. (Раніше весь склад Державного суду назначався Лагтінгом.) Кандидатури суддів затверджувалися королем по подачі міністерства юстиції. Після 1927 року в Суді імпічменту справи ні разу не розглядалися.
Держава визнає юрисдикцію Міжнародного суду із застереженнями, повністю визнає юрисдикцію Міжнародного кримінального суду. Норвегія бере участь у функціонуванні міжнародної кримінальної поліції Інтерпол (ICPO).

## Особливості норвезьких покарань
Кожен з ув'язнених повинен 5 днів на тиждень навчатися, працювати або ж брати участь в програмах реабілітації. Усі працюючі або ті, хто навчаються, отримують заробітну плату в розмірі 8 євро на день, але і ті хто відмовляються від навчання або від роботи отримують 4 євро на день. На ці гроші їм дозволяється купувати собі найнеобхідніші речі (зубну пасту, шампуні і т. д.).
В Норвегії наявні різні рівні виправних закладів, де фактично злочинці працюють за межами в'язниць: 
- «відкриті в'язниці» (там знаходяться близько 2/3 від всіх злочинців країни)
- «в'язниці закритого типу» (де покарання та саме ув'язнення є суворішим).

В Норвегії  дуже розвинений інститут ресоціалізації в'язнів. Під час процесів навчання та праці вони можуть здобувати певну кваліфікацію або професійні навички. Після  виходу на волю, вони можуть за згодою роботодавця перейти на ту ж саму роботу, яку вони виконували під час ув'язнення і будуть користуватися усіма правами. Держава це не забороняє, а навпаки всіляко допомагає.